# Raoul Lamourdedieu
Raoul Lamourdedieu, né Raoul Eugène Lamourdedieu à Fauguerolles (Lot-et-Garonne) le 2 février 1877 et mort à Pierrefonds (Oise) le 8 mai 1953, est un sculpteur et médailleur français.

## Biographie
Raoul Lamourdedieu est le fils de Charles-Philippe Lamourdedieu, chef de station, et de Rosalie Ruël.
En 1894, il entre à l’École des beaux-arts de Bordeaux et s’initie parallèlement à la sculpture sur bois. Il poursuit ses études à l'École des beaux-arts de Paris dans les ateliers d'Alexandre Falguière et d'Alexandre Charpentier.
En 1900, il participe à la décoration sculptée du Grand-Palais à Paris.
Raoul Lamourdedieu épouse Mathilde Veber en 1902.
En 1907, lors de l'exposition au Salon de la Société nationale des Beaux-Arts[Quoi ?].
En 1908, son atelier se situe au no 11 impasse Ronsin à Paris.  
Lamourdedieu présente ses œuvres dans diverses expositions jusqu’en 1930, date à laquelle il devient professeur à l'École des beaux-arts, où Jacques Gestalder est son élève. 
On lui commande des monuments aux morts et ses sculptures font le tour de l’Europe[précision nécessaire].
D’abord influencée par Auguste Rodin, l’œuvre de Lamourdedieu se rapproche ensuite du style d'Antoine Bourdelle et d'Aristide Maillol, dans la lignée de la tradition figurative.
Dans les années 1920, il sculpte le bas-relief de La Force, œuvre représentant l’affrontement d'un homme et d'un taureau. La ville de Mont-de-Marsan lui commande un agrandissement de cette sculpture pour l'ériger sur la place Stanislas Baron, rond-point des Arènes. Il existe un autre exemplaire à Fresnes, avenue du Parc-des-Sports. Lamourdedieu traduit aussi cette œuvre sous forme de médaille.
Il apparaît dans le film Nos tailleurs d'images, de René Lucot.

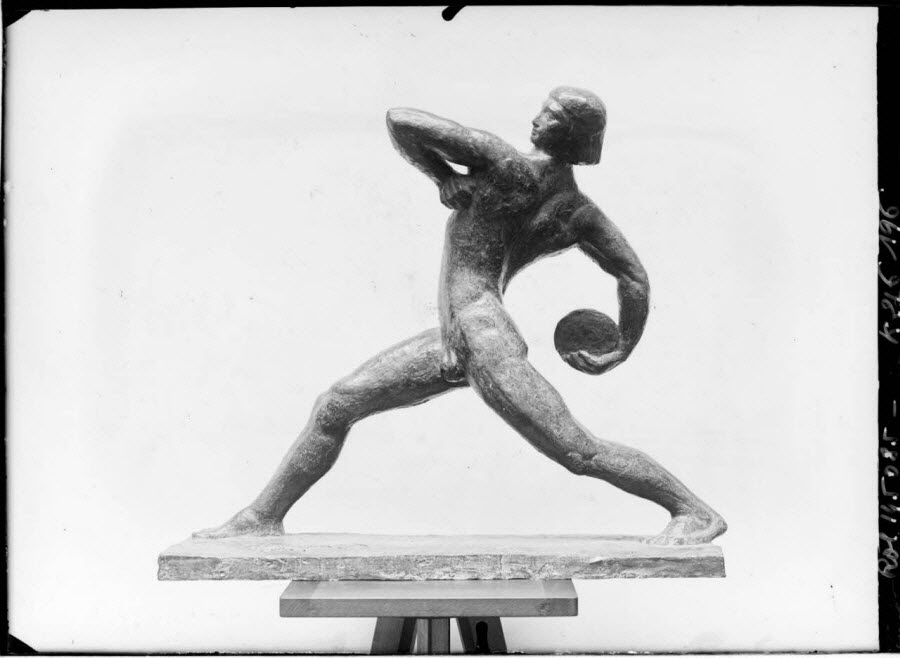
Raoul Lamourdedieu, Discobole (photographie de 1930).

Il réalise des sculptures de la fontaine du palais de Tokyo et du musée d'Art moderne en 1937.
En 1938, il habite avec sa femme, née Weber, au 5 bis rue Émile-Dunois à Boulogne-sur-Seine.
Il est nommé chevalier de la Légion d'honneur.[réf. nécessaire]

## Œuvres

### Œuvres dans les collections publiques
- Agen, musée des beaux-arts.
- Boulogne-Billancourt, musée Paul-Belmondo : Jeune fille au châle, 1937, bronze[8].
- Chasseneuil-sur-Bonnieure : Mémorial de la résistance, bas-reliefs réalisés par Lamourdedieu, en collaboration avec Georges Guiraud et Émile Peyronnet sur une architecture de François Poncelet. D'une hauteur de 21 m, ce mémorial a la forme d'une croix de Lorraine associée au « V » de la victoire. Il est conçu comme « un livre de pierre ».
- Épinay-sur-Seine, cimetière : Grande pleureuse, bas-relief ornant la sépulture de la famille Joly.
- Étampes : Viviane et Merlin, 1925, bas-relief destiné à l’Exposition internationale des Arts décoratifs et industriels modernes de Paris[9].
- Fresnes : La Force, statue[10].
- Gontaud-de-Nogaret : Monument aux morts[11]
- Marmande
  - mairie : Léopold Faye, sculpture ronde-bosse, bronze à la cirre perdue[12]
  - boulevard Gambetta, monument aux morts[13]
- Marseille, cimetière Saint-Pierre : sépulture de la famille Bozadjian.
- Mont-de-Marsan, Musée Despiau-Wlérick : 
  - Homme accroupi, statue[14].
  - Homme travaillant la terre[15]
- Nantes, musée des beaux-arts : La Laie et ses marcassins, vers 1927, pierre dure de l'Échaillon[16].
- Paris :
  - musée d'art moderne de la ville de Paris.
  - Petit Palais : fontaine dans le jardin.
  - place de la Porte-d'Auteuil : L'Amour, l'éveil à la vie, 1926, fontaine.
  - lycée Jean-Baptiste-Say : monument aux morts de la Première Guerre mondiale.
  - cimetière du Père-Lachaise : tombeau de Valette (division 92, ligne 1, numéro de concession : 139-1914)
- Périgueux, musée d'art et d'archéologie du Périgord.
- Rouen, entrée du CHU : Gustave Flaubert, sculpture ronde-bosse en pierre[17]
- Soissons : Monument aux morts de Soissons[18].
- Tonneins : Monument aux morts[19]
- Vitré, musée de Vitré[Lequel ?].

### Médailles
- François Arago et Observatoire[20].
- Jeanne d'Arc à Orléans d'après Jean-Jacques Scherrer, 1887.
- Élection du président Raymond Poincaré, 1913.
- Le Rhin Français, médaille commémorative de la Première Guerre mondiale, 1918.
- Alberto Santos-Dumont, médaille en l'honneur de l'aviateur.
- La Force.
- La Joie de vivre.
- Henry Le Chatelier, 1922, médaille en l'honneur du jubilé scientifique du chimiste[21] dont un exemplaire est exposé sur un mur de l'École des mines de Paris.

### Publication
- Raoul Lamourdedieu, Traité de la sculpture taillée : Technique, pratique, critique, Éditions E. Malfère, 1941.

## Salons
- Salon de la Société nationale des beaux-arts de 1908[22] :
  - Vénus moderne parant ses charmes, statue en marbre, no 1996 ;
  - Portrait de Mme Th. C…, buste en plâtre, no 1997 ;
  - Femme à la chemise, statuette en bronze, no 1998 ;
  - La Douleur, statuette en bronze, no 1999.